# イワウメ属
イワウメ属（イワウメぞく、学名：Diapensia 、和名漢字表記：岩梅属）はイワウメ科の属の一つ。
従来の新エングラー体系、APG植物分類体系ではイワウメ目イワウメ科に含められていた。

## 特徴
常緑の小低木で草状。枝は細く、地をはって広がり、革質の葉を密につけてマット状に広がって岩を被う。葉はへら状で縁に鋸歯はない。花は枝先に細い花茎を伸ばし、1個上向きにつく。萼片は5個あり、長楕円形になる。花冠は鐘形になり、5中裂し、花冠裂片は平開する。雄蕊は5個、花糸は花冠裂片と互生の位置にあり、花冠上部につく。仮雄蕊はない。子房は3室あって、胚珠は多数ある。種子はやや4面体になり、小さい。

## 分布
世界に4種ある。1種が北半球の寒帯に広く分布し、3種が中国西部からチベットにかけて赤色から黄色の花をつけるものが分布する。日本にはホソバイワウメの亜種、イワウメが分布する。

## 種
- Diapensia himalaica Hook.f. & Thomson - 中国チベット南東部・雲南省北西部、ブータン、ミャンマー北部、シッキムに分布し、標高3,200-5,000mの湿った岩場などに生育する[4]。
- ホソバイワウメ Diapensia lapponica L. - 北半球の寒帯に広く分布する[3]。
  - イワウメ Diapensia lapponica L. subsp. obovata (F.Schmidt) Hultén - ホソバイワウメを基本種とする亜種で、日本の本州中部地方以北・北海道、樺太、カムチャツカ、アラスカに分布し、高山の岩場に生育する[3]。
- Diapensia purpurea Diels - 中国四川省西部・チベット南東部・雲南省北西部、ミャンマー北部に分布し、標高2,600-4,500mの山頂や岩壁などに生育する[5]。
- Diapensia wardii W.E.Evans - 中国チベット南東部に分布し、標高3,200-3,400mの岩場、背の低いツツジ属の樹林下などに生育する[6]。